# 汉斯·冯·罗森
汉斯·冯·罗森（瑞典語：Hans von Rosen，1888年8月8日—1952年9月2日），瑞典男子马术运动员。他曾代表瑞典参加1912年和1920年夏季奥林匹克运动会马术比赛，共获得二枚金牌和一枚铜牌。